# Impressum
Impressum (latinskt ord som betyder "tryckt", från det latinska verbet imprimĕre, "att skriva ut") används för att klargöra ägande och författarskap av ett dokument, vilket enligt lag krävs för böcker, tidningar, tidskrifter och webbplatser publicerade i Tyskland och andra tysktalande länder.